# U-Bahnhof Anděl

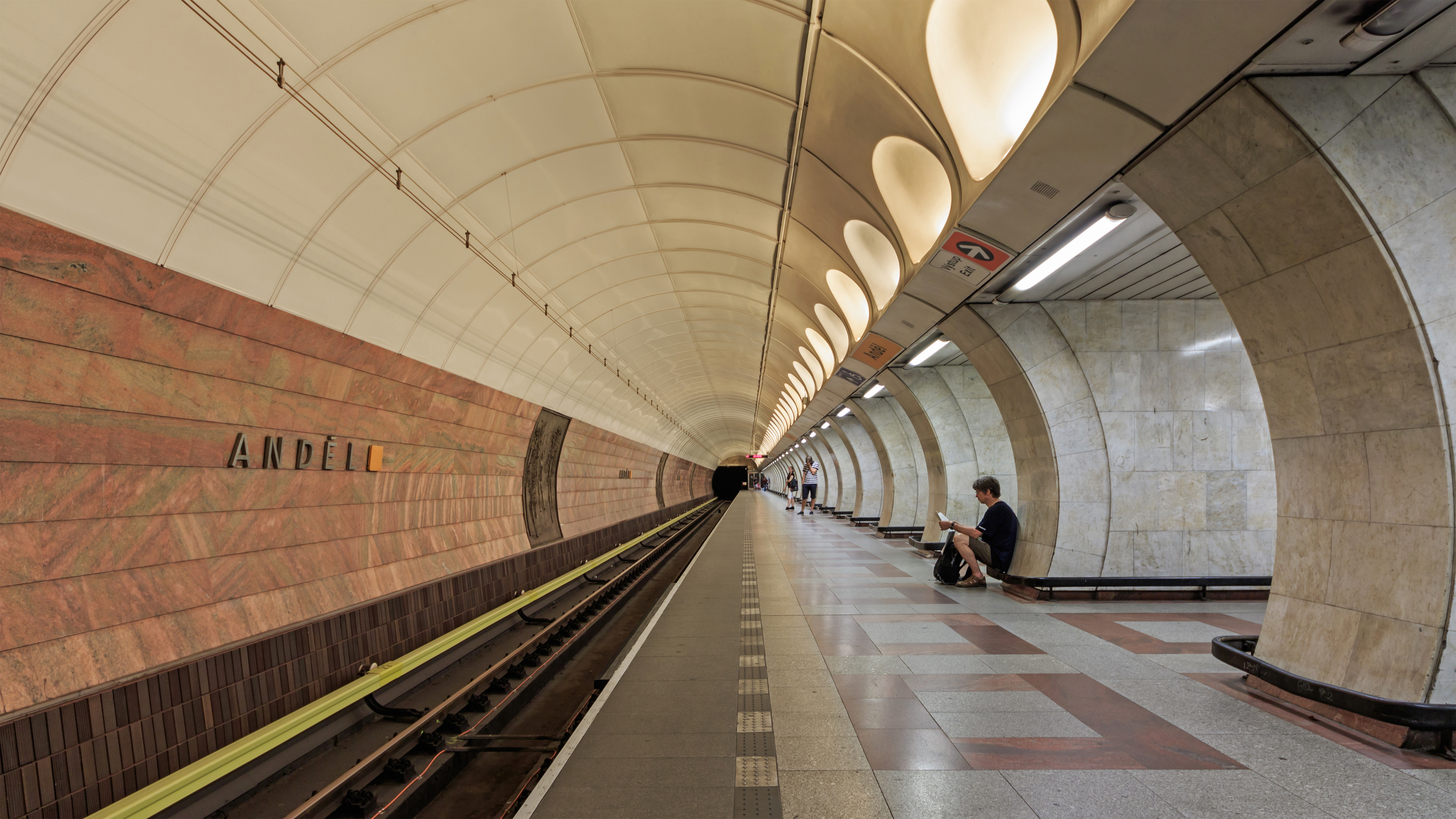
Bahnsteig

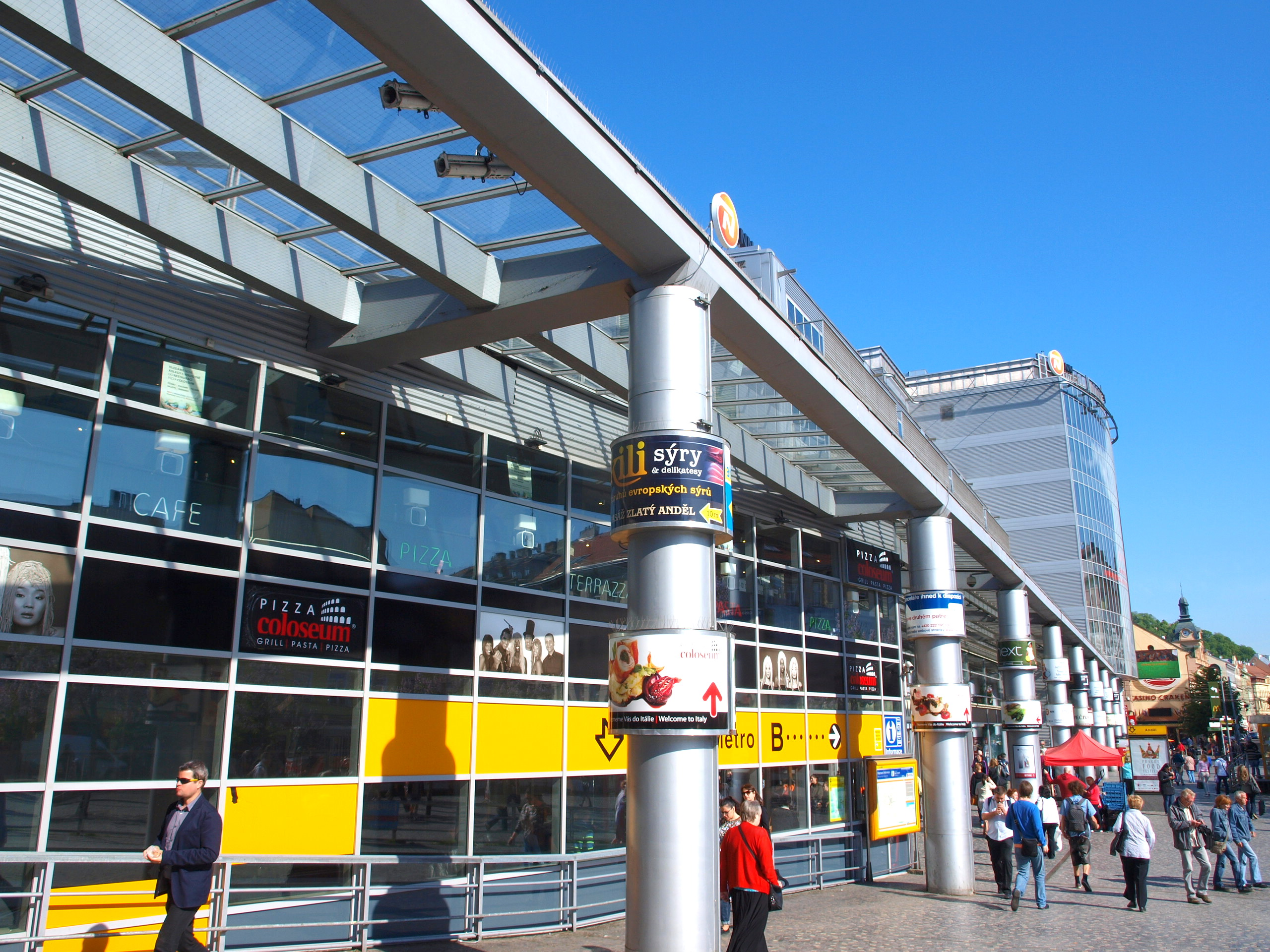
Eingang im Gebäude Zlatý Anděl

Anděl ist eine Station der Prager Metro auf der Linie B. Sie befindet sich im Zentrum des Stadtteils Smíchov und ist nach der Kreuzung Anděl (tschechisch für „Engel“) benannt.
Der Mittelbahnsteig ist 146 Meter lang und liegt in 35 Metern Tiefe. Auf beiden Seiten führen Rolltreppentunnel an die Oberfläche. Der nördliche Ausgang befindet sich im Verwaltungs- und Einkaufskomplex Zlatý Anděl, der südliche am Platz Na Knížecí. Der Bahnsteig ist seit dem Jahr 2016 über zwei Aufzüge barrierefrei erreichbar. Anděl ist ein Umsteigeknoten zu Straßenbahn- und Buslinien.

## Geschichte

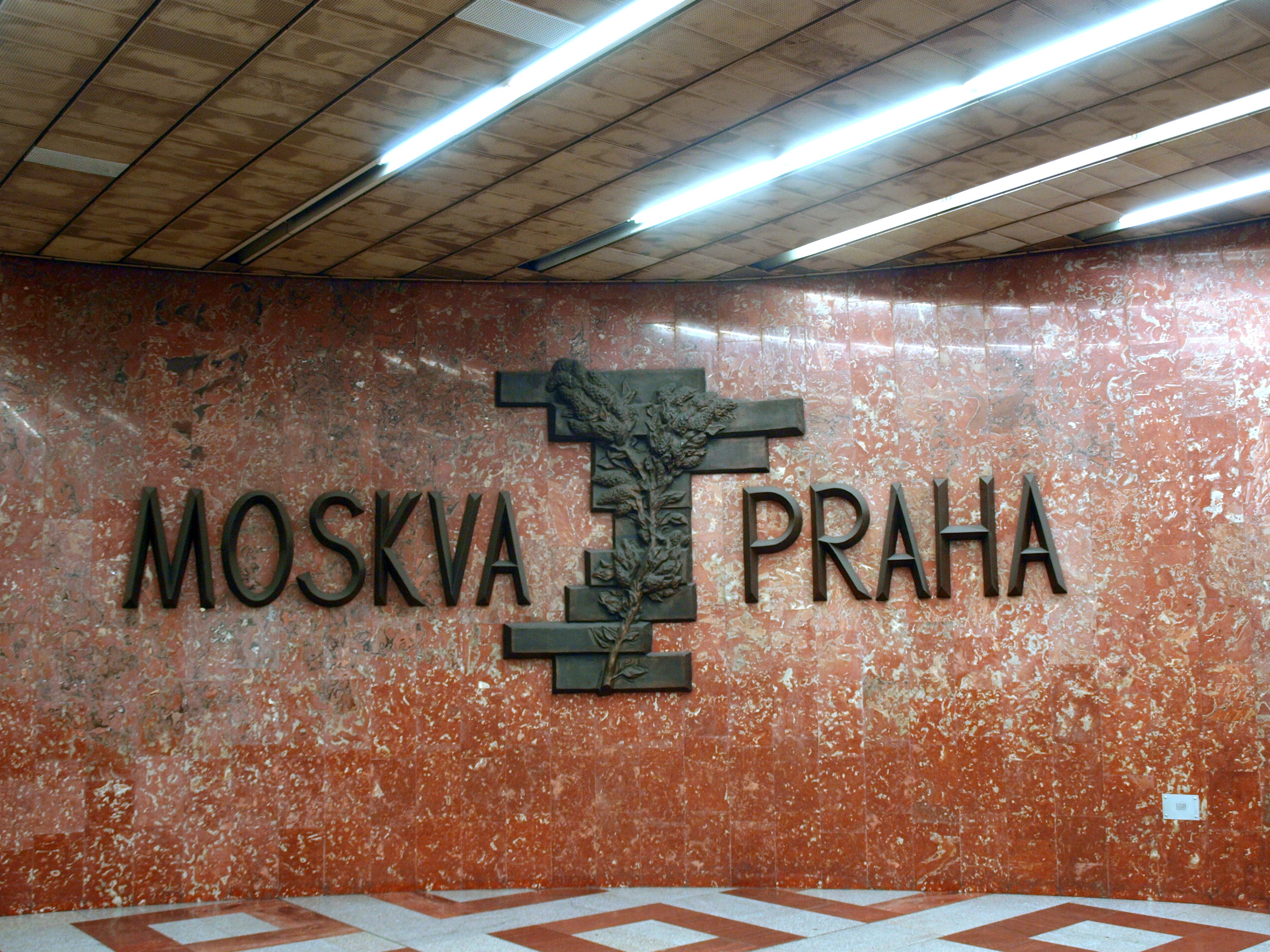
Bronzerelief Moskau–Prag

Die Station Anděl wurde 1985 erbaut und mit der Inbetriebnahme der Linie B am 2. November 1985 eröffnet. Sie trug den Namen Moskevská, nach der sowjetischen Hauptstadt Moskau, und wurde im Zeichen der tschechoslowakisch-sowjetischen Freundschaft von sowjetischen Architekten geplant. Im selben Jahr wurde in Moskau die von Tschechoslowaken geplante und nach Prag benannte Station Praschskaja der Moskauer Metro eröffnet. Am 22. Februar 1990 wurden Stationen, deren Namen mit dem kommunistischen Regime in Zusammenhang standen, umbenannt, darunter auch Anděl. Die Station war vom Hochwasser 2002 betroffen. 2024 kündigte Verkehrsstadtrat Zdeněk Hřib an, das Bronzerelief Moskau-Prag umgestalten zu wollen. Er verglich die sowjetische Okkupation der Tschechoslowakei mit dem Überfall auf die Ukraine.